# (21724) Ratai
(21724) Ratai est un astéroïde de la ceinture principale d'astéroïdes.

## Description
(21724) Ratai est un astéroïde de la ceinture principale d'astéroïdes. Il fut découvert le 9 septembre 1999 à Socorro (Nouveau-Mexique) par le projet LINEAR. Il présente une orbite caractérisée par un demi-grand axe de 2,33 UA, une excentricité de 0,13 et une inclinaison de 5,7° par rapport à l'écliptique.

## Compléments